# Pece-patak (Románia)
A Pece-patak (románul Peța) a romániai Bihar megye területén folyó rövid patak. Félixfürdőnél ered és Nagyvárad mellett torkollik a Sebes-Körösbe. Neve híressé vált Ady Endre miatt, aki Nagyváradot Pece-parti Párizsnak nevezte.
Ady egyik verse „Pusztul a lótusz” címmel jelent meg a Pece-patakról és az őshonos, de pusztuló tündérrózsájáról, a Nymphea thermalisról.
Vizét számos hőforrás táplálja, ezért melegebb, mint a Sebes-Körösé.  Élővilága számos különlegességet rejt, például egyetlen európai élőhelye a nílusi tündérrózsának.

## Települések a patak mentén
- Félixfürdő (Băile Felix)
- Rontó (Rontău)
- Váradszentmárton (Sânmartin)
- Nagyvárad (Oradea)

## Ajánlott irodalom
- FLUVII CARPATORUM: A Körös medence folyóvölgyeinek természeti állapota. Szerk. Sárkány-Kiss E., Sîrbu I., Kalivoda Béla. Szolnok; Târgu Mureș: (kiadó nélkül).  226–232. o.
- Ady Endre: Pusztul a lótusz